# Mauri Vansevenant
Mauri Vansevenant (* 1. června 1999) je belgický profesionální silniční cyklista jezdící za UCI WorldTeam Soudal–Quick-Step. Je synem bývalého cyklisty Wima Vansevenanta a je pojmenován po Melcioru Maurim, vítězi Vuelty a España 1991.

## Hlavní výsledky
2017
Ster van Zuid-Limburg
vítěz 3. etapy
4. místo GP Bob Jungels
2018
5. místo Piccolo Giro di Lombardia
Giro della Valle d'Aosta
10. místo celkově
 vítěz soutěže mladých jezdců
2019
Giro della Valle d'Aosta
 celkový vítěz
 vítěz soutěže mladých jezdců
Orlen Nations GP
4. místo celkově
Grand Prix Priessnitz spa
5. místo celkově
Tour de l'Avenir
6. místo celkově
2020
Settimana Internazionale di Coppi e Bartali
vítěz etapy 1b (ITT)
2021
vítěz GP Industria & Artigianato di Larciano
3. místo Trofeo Laigueglia
Settimana Internazionale di Coppi e Bartali
7. místo celkově
Tour de La Provence
8. místo celkově
2022
Okolo Slovenska
2. místo celkově
2. místo Faun-Ardèche Classic
Deutschland Tour
5. místo celkově
Vuelta a Andalucía
8. místo celkově
Tour de l'Ain
8. místo celkově
2023
Kolem Ománu
2. místo celkově
vítěz 5. etapy
2024
4. místo Amstel Gold Race
6. místo Lutych–Bastogne–Lutych
7. místo Kolem Ománu

### Výsledky na Grand Tours
| Grand Tour      | 2021 | 2022 | 2023 | 2024 |
| --------------- | ---- | ---- | ---- | ---- |
| Giro d'Italia   | —    | 30   | —    | 30   |
| Tour de France  | —    | —    | —    |      |
| Vuelta a España | 101  | —    | —    |      |

| —   | Nezúčastnil se |
| DNF | Nedokončil     |